# Plieux
Plieux är en kommun i departementet Gers i regionen Occitanien i sydvästra Frankrike. Kommunen ligger i kantonen Miradoux som tillhör arrondissementet Condom. År 2022 hade Plieux 159 invånare.

## Befolkningsutveckling
Antalet invånare i kommunen Plieux
Referens:INSEE